# Scutovertex evansi
Scutovertex evansi är en kvalsterart som beskrevs av Sandór Mahunka 1984. Scutovertex evansi ingår i släktet Scutovertex och familjen Scutoverticidae. Inga underarter finns listade i Catalogue of Life.